# Yvette Horner
Yvette Horner (geboren Yvette Marie Eugénie Hornère, Tarbes, 22 september 1922 - Courbevoie, 11 juni 2018) was een Franse accordeoniste.
Zij is vooral bekend geworden doordat zij als eerste vrouw werd toegelaten bij de Ronde van Frankrijk. In de jaren vijftig en zestig van de twintigste eeuw was zij met haar accordeon een grote ster in de publiciteitskaravaan.